# Alex Dimitriades
Alexander Dimitriades, detto Alex (Sydney, 28 dicembre 1973), è un attore australiano di origine greca.

## Biografia
Nato e cresciuto a Sydney, Dimitriades è figlio di immigrati greci ed è il più giovane di tre figli (ha un fratello, George, e una sorella, Melinda).
La sua carriera inizia all'età di 17 anni, quando un direttore di casting visita la sua scuola in cerca di attori per il film Amore ribelle. Partecipa ai provini quasi per gioco e viene scelto per il ruolo del protagonista maschile Nick Polides, accanto a Claudia Karvan. Dal film viene tratta una serie televisiva intitolata Heartbreak High, dove Dimitriades interpreta nuovamente il ruolo di Nick Polides, ma il suo personaggio viene fatto morire alla fine della prima stagione, dopo le richieste economiche dell'attore, ritenute troppo alte dalla produzione.
Nel 1998 è protagonista del drammatico Head On, dove interpreta il ruolo del tormentato ragazzo gay Ari, che gli vale una candidatura come miglior attore agli Australian Film Institute Awards. Negli anni seguenti prende parte alle commedie australiane Let's Get Skase e La spagnola e lavora per Hollywood nei film Nave fantasma e Deuce Bigalow - Puttano in saldo.
Per la televisione ha recitato nelle serie TV poliziesca Wildside, ha interpretato il ruolo dell'assassino Victor Brincat, conosciuto come Mr. T, nella serie Underbelly. Dimitriades ha vinto un AACTA Awards per la sua interpretazione nella miniserie televisiva The Slap, basata sul romanzo di Christos Tsiolkas Lo schiaffo.

### Vita privata
Dimitriades non è sposato. Nel 2008 è stato arrestato per guida in stato di ebbrezza. Il suo tasso alcolemico era più del doppio del limite consentito in Australia: ciò ha comportato la sospensione della sua patente.
Dimitriades è un appassionato collezionista di dischi in vinile, ed è appassionato di musica hip hop e dance. È anche un disc jockey professionista, esibendosi in tutta l'Australia.

## Filmografia parziale

### Cinema
- Amore ribelle (The Heartbreak Kid), regia di Michael Jenkins (1993)
- Head On, regia di Ana Kokkinos (1998)
- La spagnola, regia di Steve Jacobs (2001)
- Let's Get Skase, regia di Matthew George (2001)
- Nave fantasma (Ghost Ship), regia di Steve Beck (2002)
- Subterano, regia di Esben Storm (2003)
- Deuce Bigalow - Puttano in saldo (Deuce Bigalow: European Gigolo), regia di Mike Bigelow (2005)
- To Gamilio Party, regia di Christine Crokos (2008)
- Three Blind Mice, regia di Matthew Newton (2008)
- The Kings of Mykonos, regia di Peter Andrikidis (2010)
- Summer Coda, regia di Richard Gray (2010)
- The Infinite Man, regia di Hugh Sullivan (2014)
- Ruben Guthrie, regia di Brendan Cowell (2015)

### Televisione
- Heartbreak High – serie TV, 38 episodi (1994-1995)
- Neighbours – soap opera, 17 episodi (1996)
- Wildside – serie TV, 43 episodi (1998-1999)
- Young Lions – serie TV, 22 episodi (2002)
- Two Twisted - Svolte improvvise – serie TV, 1 episodio (2006)
- Underbelly – serie TV, 6 episodi (2008)
- The Slap – miniserie TV, 8 episodi (2011)
- Secret City - miniserie televisiva (2016)
- Seven Types of Ambiguity – serie TV, 6 episodi (2017)